# Projektaudit
Ein Projektaudit (von „Audit“) ist die Analyse des Fortschritts eines Projektes.
Ziel eines Projektaudits ist festzustellen, inwieweit das Projekt im Plan ist und welche Maßnahmen zu ergreifen sind, um den Erfolg des Projektes sicherzustellen.
Das Projektaudit gliedert sich hierzu in Phasen:
1. Ermittlung der bisherigen freigegebenen Projektplanung mit der Termin-, Kosten- und Leistungsplanung
2. Ermittlung des aktuellen Ist-Standes und der bisher verbrauchten Ressourcen ("Ist")
3. Ermittlung der noch erforderlichen Ressourcen zur Projektbeendigung  (Cost to Complete / CTC; führt zum "V-Ist")
4. Durchführung einer Abweichungsanalyse: Warum wurde in welchem Maße von der bisherigen Planung abgewichen (Termine, Kosten, Leistung) ?
5. Durchführung einer Prämissenkritik: Bewertung der Annahmen auf Plausibilität, Eintrittswahrscheinlichkeit, Erfolgsaussichten
6. Bewertung von Chancen und Risiken
7. Verabschiedung eines Maßnahmenkataloges über das weitere Vorgehen

Das Audit kann von verschiedenen Führungsebenen veranlasst werden:
- Projektleitung
- Geschäftsbereichsleitung
- Geschäftsführung des Unternehmens
- Konzernvorstand

Die Auswahl der Auditoren erfolgt in Abhängigkeit von der beauftragenden Führungsebene. Da die Bewertungen durch die Auditoren möglichst objektiv ausfallen sollen, gehören die Auditoren grundsätzlich nicht dem Projekt oder der Organisation an, in deren Bereich das Projekt angesiedelt ist.
Es ist auch die Auswahl firmenfremder Auditoren möglich. Hierbei ist im Einzelfall zu prüfen, ob diese vom Preis-Leistungs-Verhältnis her angemessen sind und in welchem Maße sie mit der Projektorganisation und dem Projektgegenstand vertraut sind.
Siehe auch: Red Team Review